# Istor-o-Nal
Istor-o-Nal - szczyt paśmie Hindukusz. Leży w północnym Pakistanie. Leży na południowy wschód od Noszak i na północny wschód od Tiricz Mir - najwyższego szczytu pasma Hindukusz.
Pierwszego wejścia członkowie ekspedycji amerykańskiej Ken Bankwala, Joseph E. Murphy Jr. i Thomas A. Mutch 8 czerwca 1955 r.